# Ptilogyna (Plusiomyia) pandoxa
Ptilogyna (Plusiomyia) pandoxa is een tweevleugelige uit de familie langpootmuggen (Tipulidae). De soort komt voor in het Australaziatisch gebied.